# سایمون باسی
سایمون باسی (انگلیسی: Simon Bassey؛ زادهٔ ۵ فوریهٔ ۱۹۷۶) بازیکن فوتبال اهل بریتانیا است.
از باشگاه‌هایی که در آن بازی کرده‌است می‌توان به باشگاه فوتبال کراولی تاون، باشگاه فوتبال دالیچ هملت، باشگاه فوتبال ای‌اف‌سی ویمبلدون، باشگاه فوتبال توتینگ اند میتچام یونایتد، باشگاه فوتبال کارشالتون اتلتیک، و باشگاه فوتبال آلدرشات تاون اشاره کرد.